# Kirchbach-Zerlach
Kirchbach-Zerlach (do 31 grudnia 2015 Kirchbach in der Steiermark) – gmina targowa w Austrii, w kraju związkowym Styria, w powiecie Südoststeiermark. Liczy 3203 mieszkańców (1 stycznia 2023).